# Qezkhāchlū
Qezkhāchlū (persiska: قيز خاشلو, قيزقَشلی, قزخاچلو, Qīz Khāshlū, قيز خاجلو, قيزخاچلو) är en ort i Iran.   Den ligger i provinsen Västazarbaijan, i den nordvästra delen av landet, 700 km nordväst om huvudstaden Teheran. Qezkhāchlū ligger 2 103 meter över havet och antalet invånare är 101.
Terrängen runt Qezkhāchlū är huvudsakligen kuperad, men norrut är den platt. Terrängen runt Qezkhāchlū sluttar norrut. Runt Qezkhāchlū är det ganska tätbefolkat, med 70 invånare per kvadratkilometer. Närmaste större samhälle är Qaranqū, 9,2 km öster om Qezkhāchlū. Trakten runt Qezkhāchlū består i huvudsak av gräsmarker.